# Parc nacional Daintree
El Parc Nacional Daintree (en anglès: Daintree National Park) és un parc nacional que es troba al nord de Queensland (Austràlia), situat a 1502 km al nord-oest de Brisbane i a 100 km al nord-oest de Cairns.

## Patrimoni de la Humanitat
Va ser fundat l'any 1981,gairebé al mateix temps que va ser nominat per a la llista de patrimoni de la Humanitat on va ser inclòs sota la denominació conjunta de Tròpics humits de Queensland l'any 1988.
Aquesta regió, coberta principalment per boscos humits, tropicals s'estén al llarg de la costa nord-est d'Austràlia. Aquest biòtop alberga un conjunt molt complet i variat de plantes, marsupials i ocells cantaires, així com tot un seguit d'espècies rares, vegetals i animals, en perill d'extinció.
La major part del parc nacional està coberta per selva humida. El gran bosc de Daintree es conserva de la mateixa forma que s'aprecia en el present, des de fa més de cent milions d'anys, la qual cosa probablement el converteix en el bosc humit més antic de la Terra.
El parc està situat en el lloc aborigen de pedres rebotants.

## Flora
Gran part del parc nacional està coberta per boscos tropicals El Bosc de Daintreeha existit de forma contínua durant més de 110 milions d'anys, pel que és possiblement el més antic selva tropical existent. La persistència d'aquest bosc es creu que és un producte d'una fortuïta deriva continental; després de la ruptura del supercontinent una part es va desviar cap al pol per convertir-se en l'Antàrtida, pertorbant els corrents oceànics i convertir-se en força fred, mentre que altres parts es van traslladar a llocs més càlids i secs. Les selves tropicals del continent conserven el seu clima, i així també els seus arbres originals. Existeixen espècies d'arbres, que es consideraven extingides des de fa temps que s'han descobert aquí recentment.

## Fauna
Al parc hi conviuen més de 430 espècies d'aus. El Tilinop magnífic és una de les sis espècies de coloms que viuen al Parcaixí com importants poblacions de l'espècie en perill casuarius, una au no voladora de mida considerable. El Blauet del paradís pit-roig és un visitant estacional. Els mamífers inclouen el Pòssum ratllat comú, Uta cendrós, bandicut de nas llarg, cangur rata mesquer, cangur de l'arbre de Bennett, Wallaby del pantà, ornitorrinc i altres. Almenys 23 espècies de rèptils i 13 espècies d'amfibis es troben al parc.

## Galeria d'imatges
<

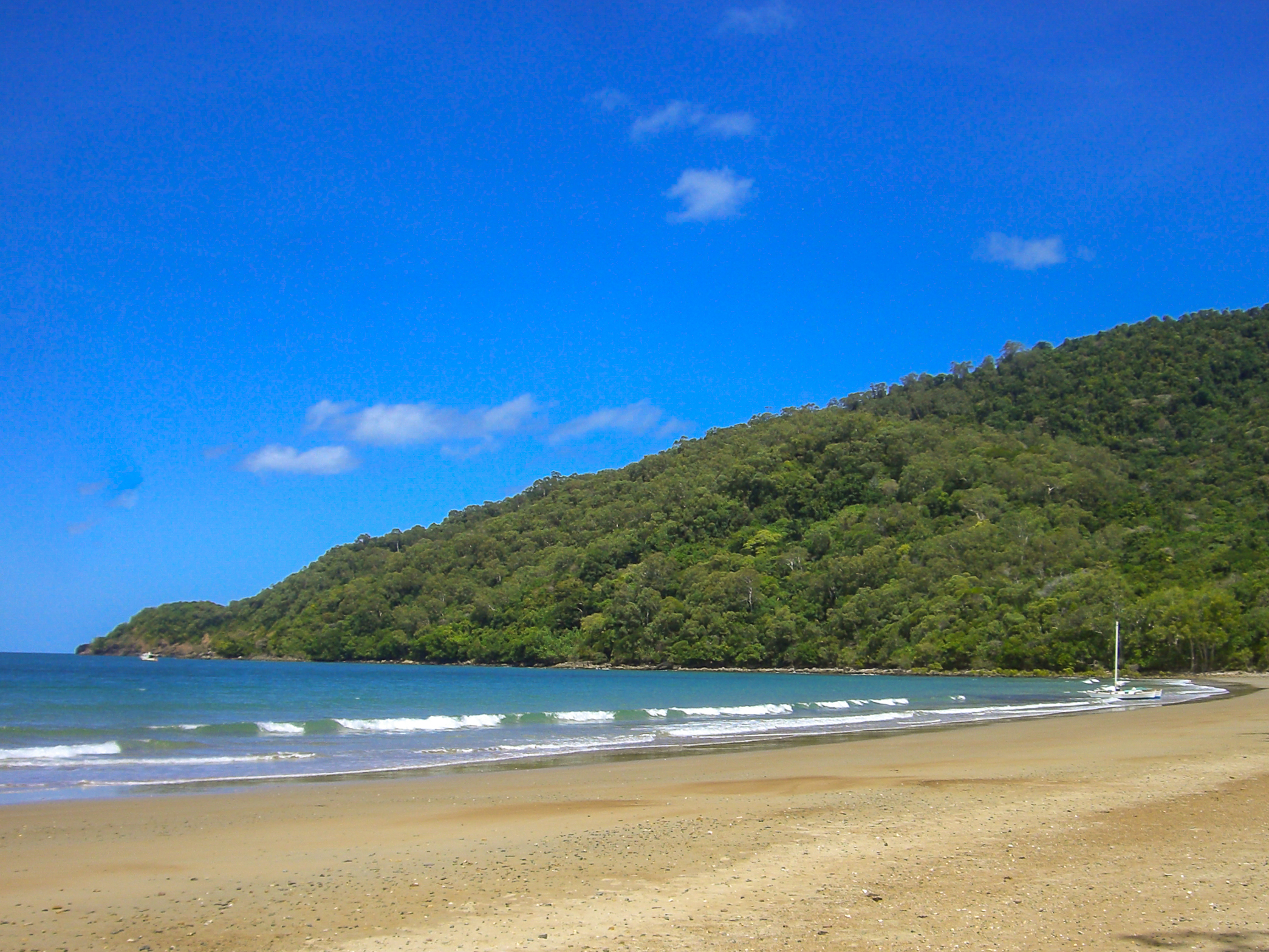
Vista de la platja
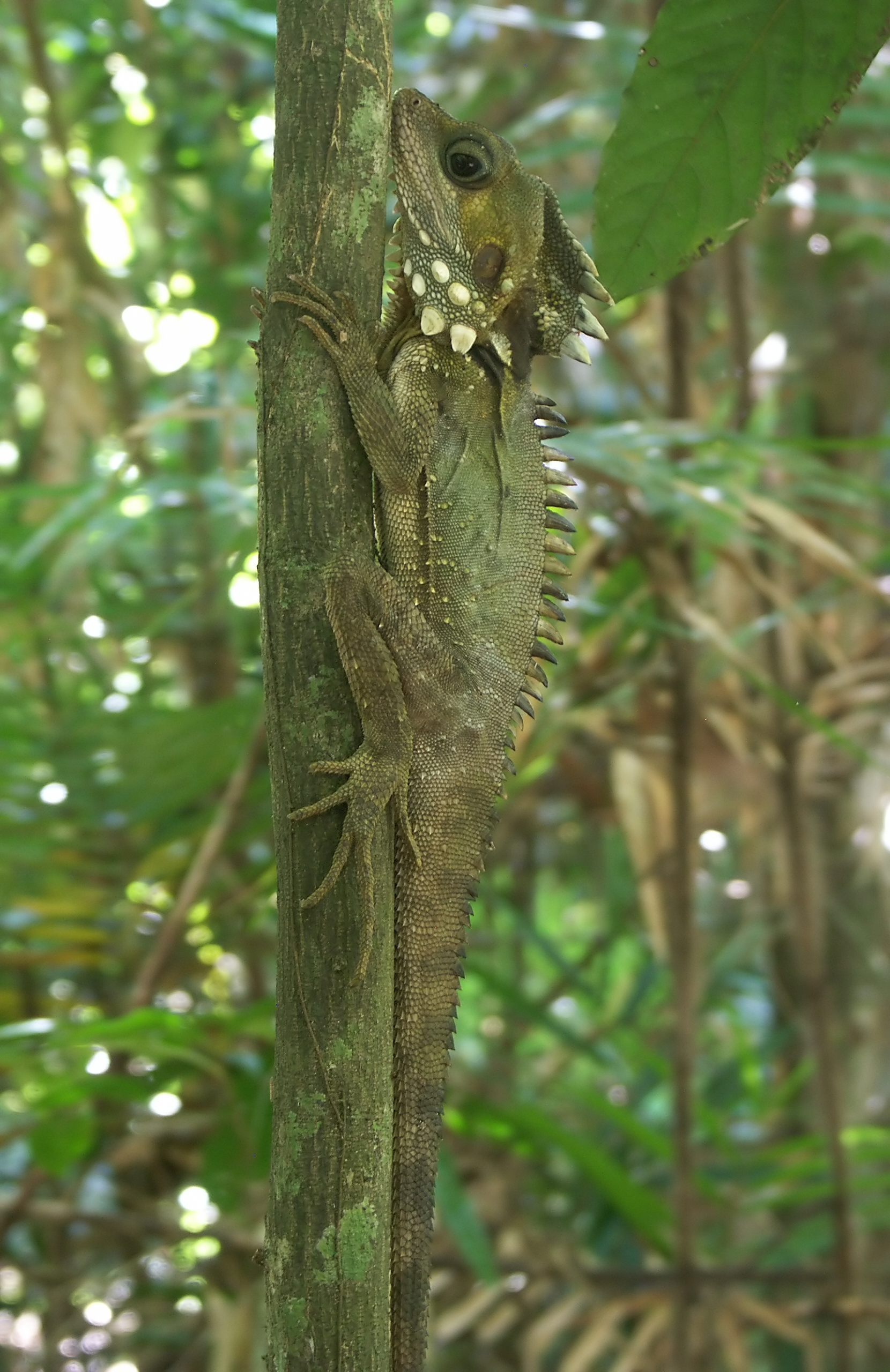
Detall d'un dragó de Boyd's
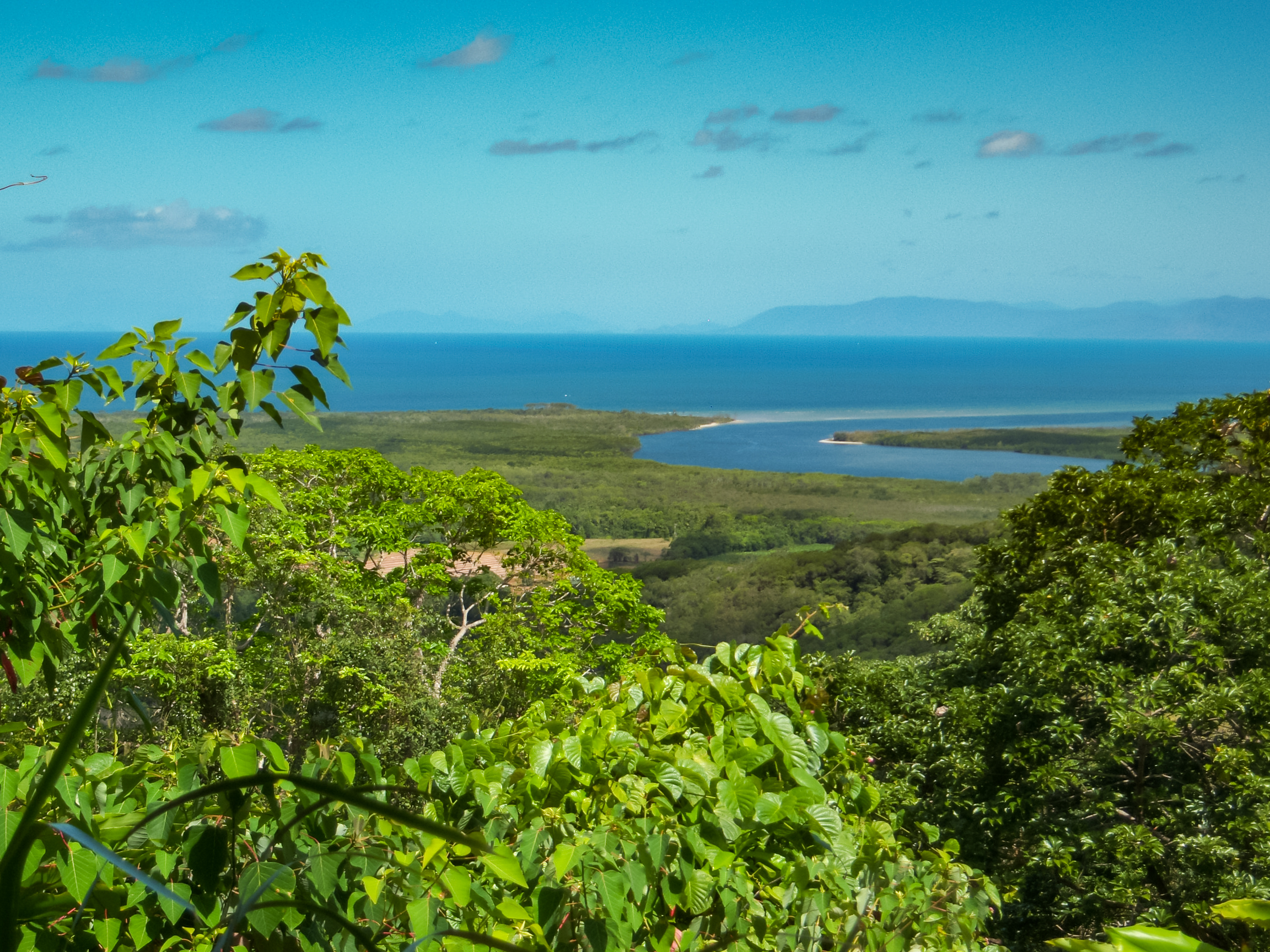
Vista del parc
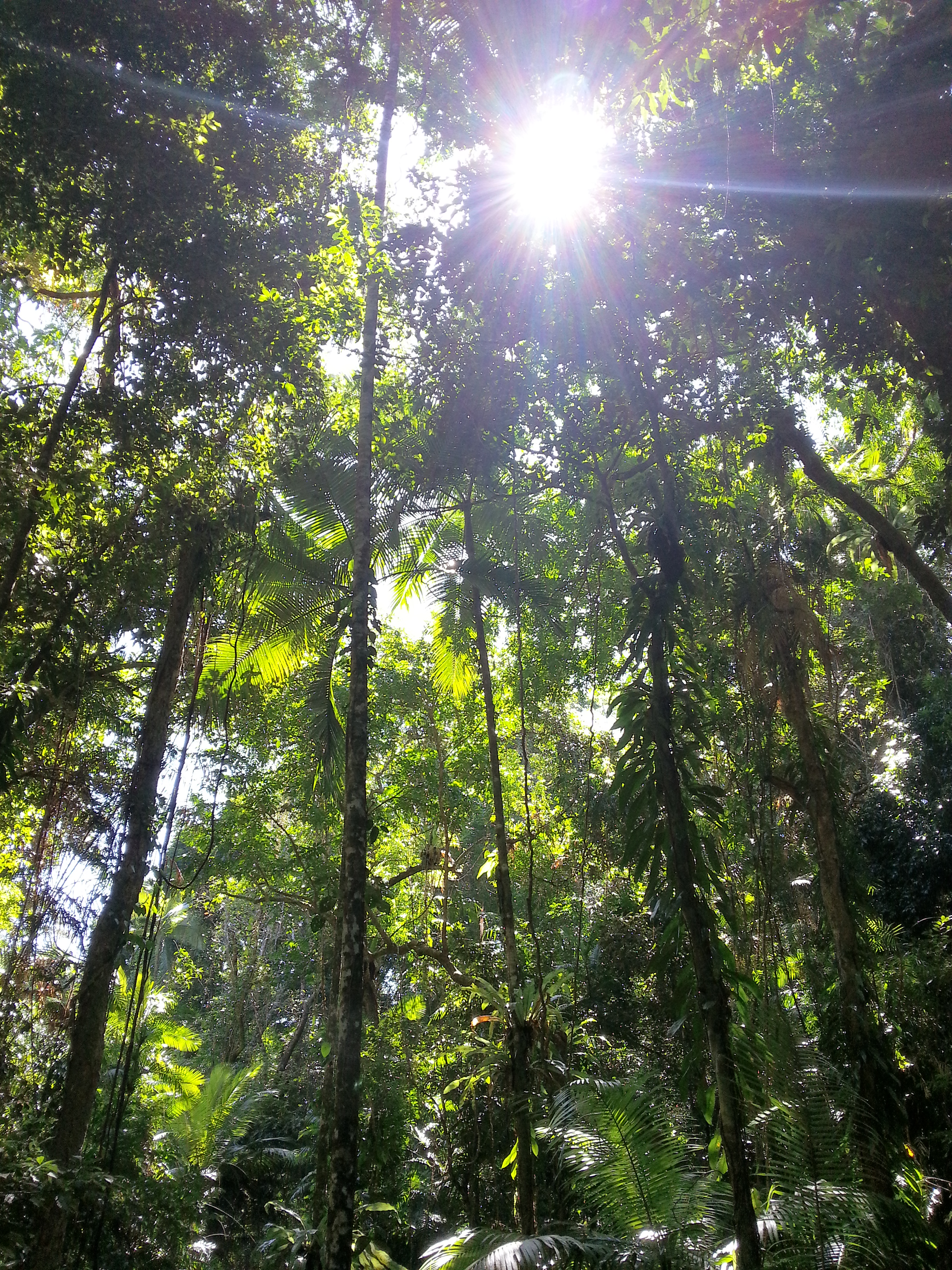
Interior del bosc
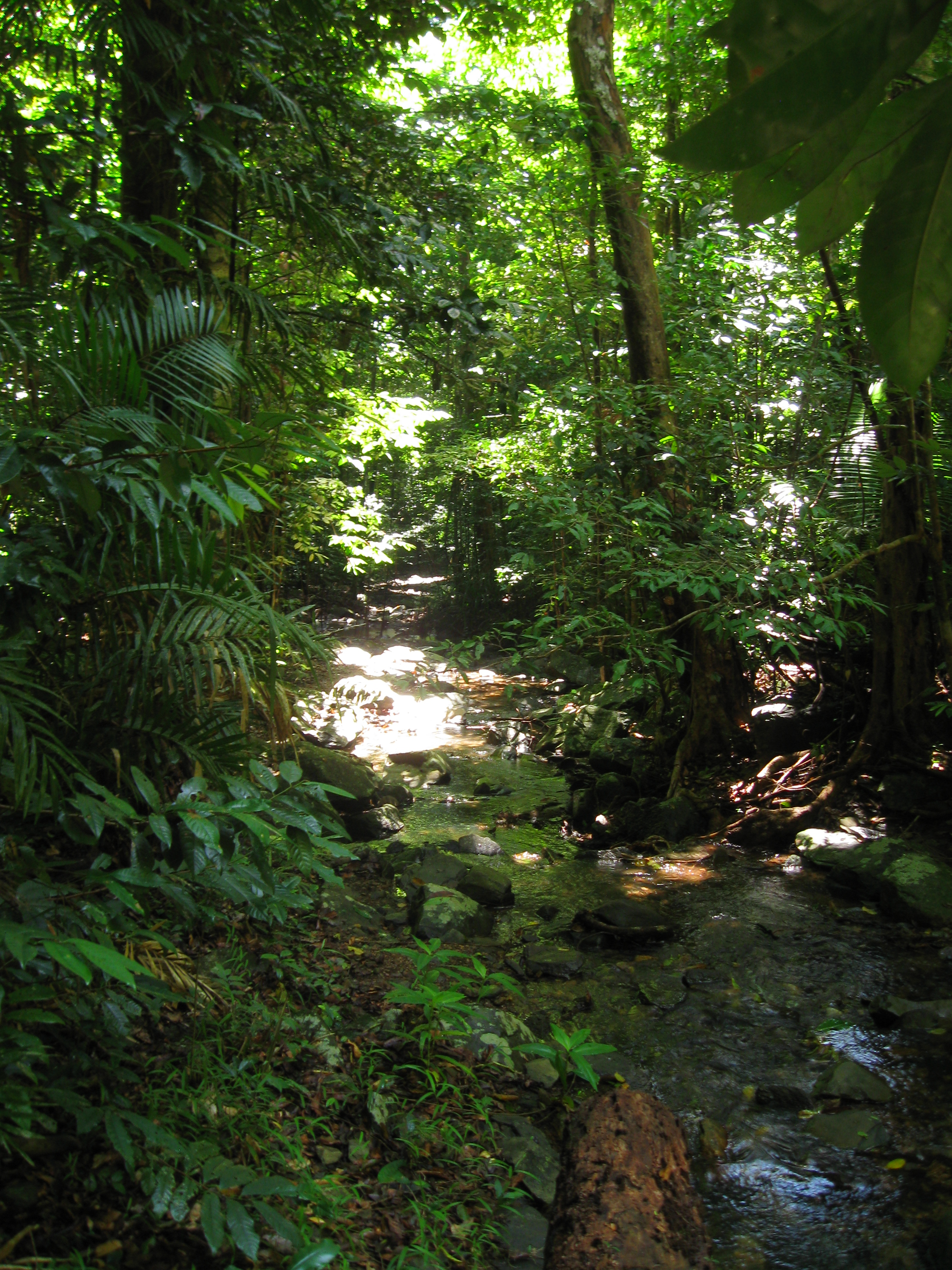
Vegetació del parc
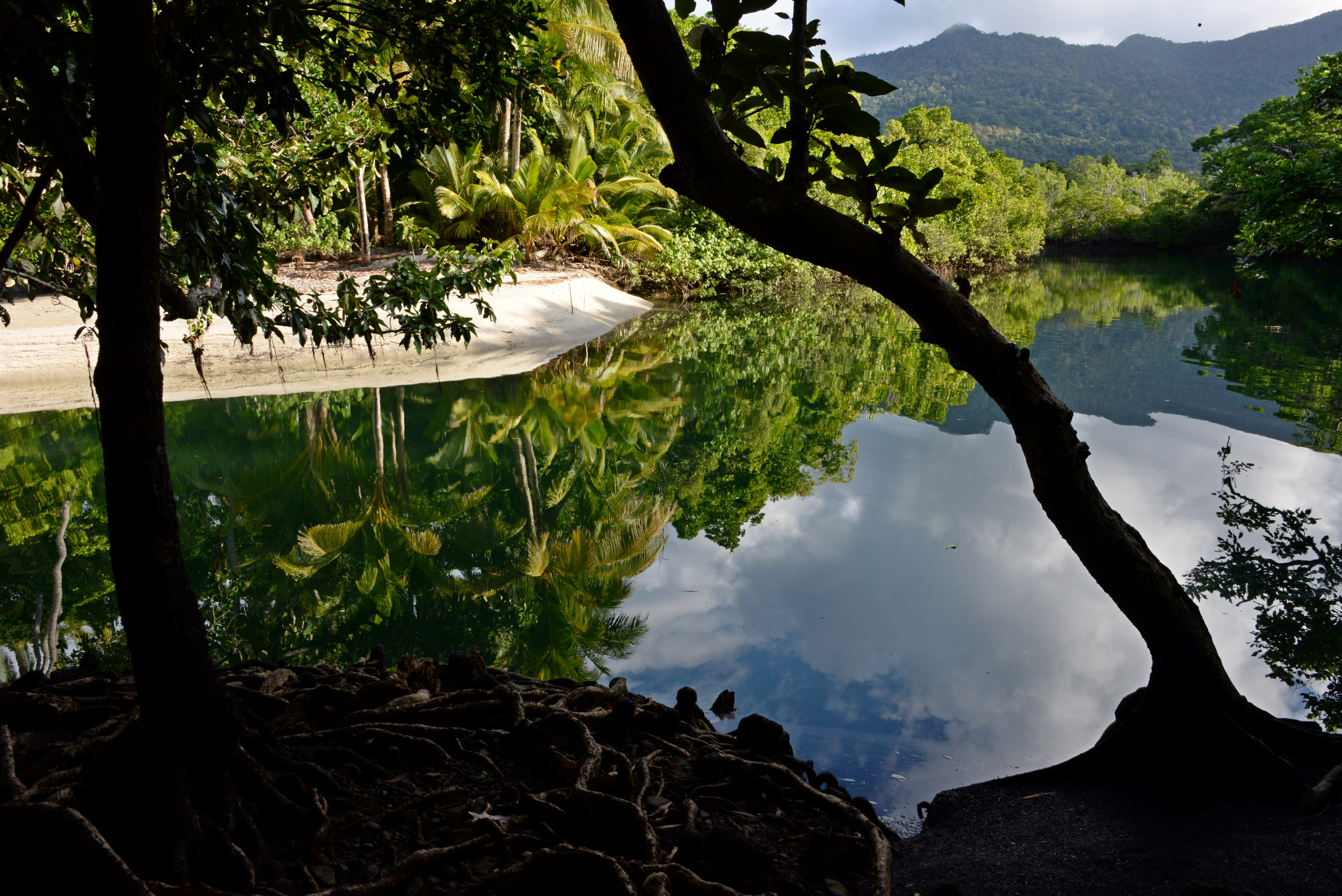
Myall Creek
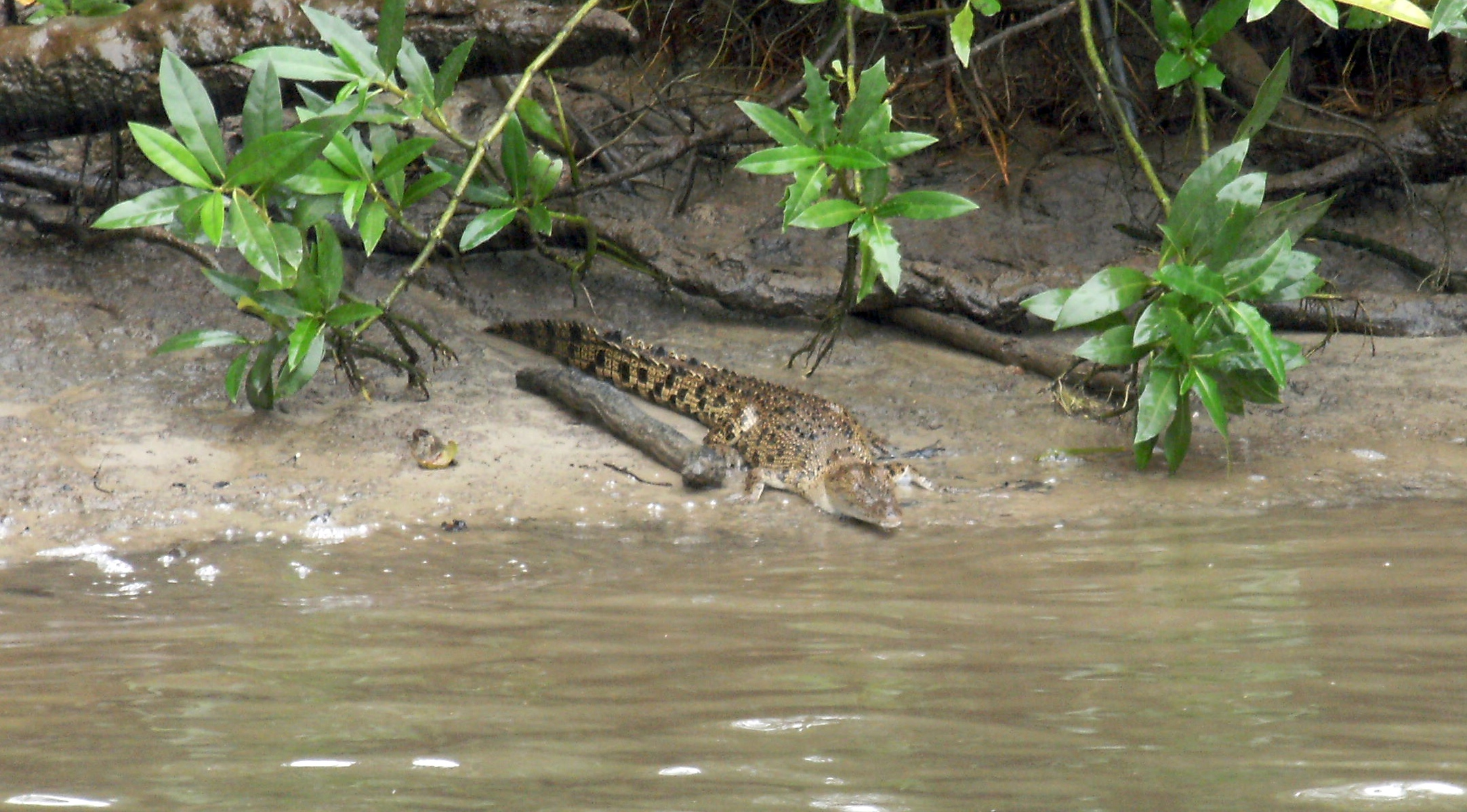
Cocodril jove dins del parc
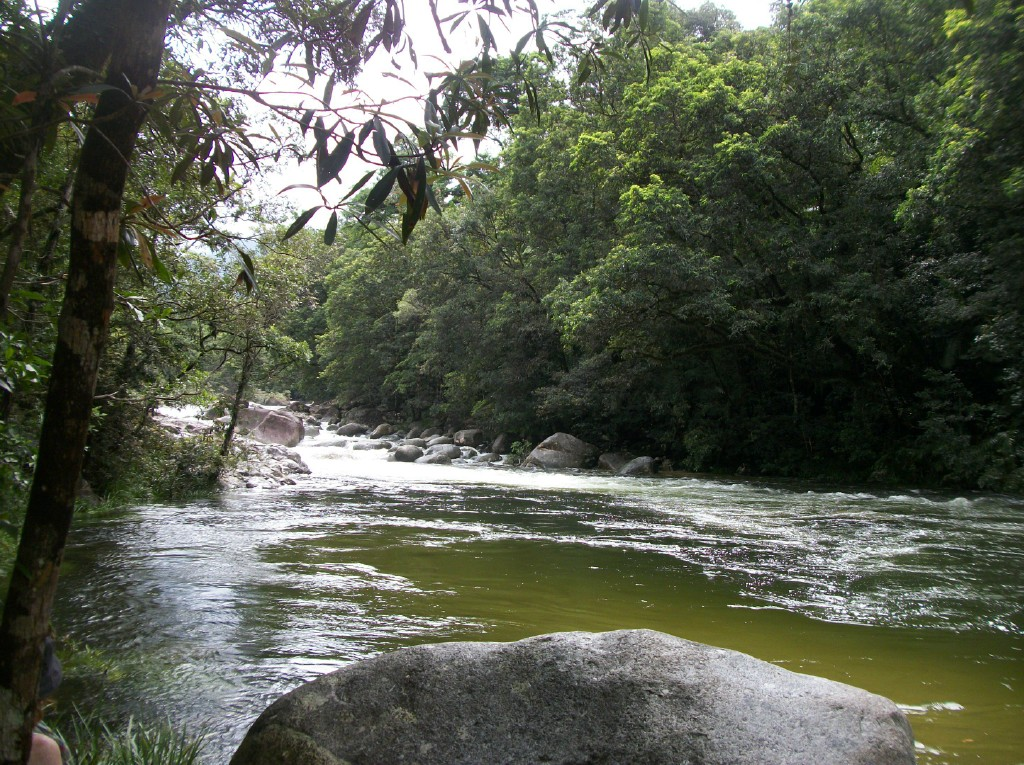
Riu Mossman